# 97變色龍
《97變色龍》（英語：The Year of Chameleon），香港亞洲電視製作的時裝跨越諷刺劇集，於1997年5月首播，共61集，監製梁天、冼志偉。

## 簡介
《97變色龍》是亞洲電視1997年跨越香港回歸的劇集，劇集以經典劇集《變色龍》、香港主權移交及新馬師曾遺產爭奪戰為藍本，主題曲《變色龍》由顏聯武翻唱。
雖然故事是以影射新馬師曾遺產爭奪戰開始，實際上故事年代是以香港八十年代開始，直至九七年香港主權移交後。
此劇亦是尹天照和萬綺雯在《我和殭屍有個約會》系列之前，對手戲最多的劇集。當年此劇收視點取得平均十一點，而大結局被安排在周末播映並取得十二點的成績。
2003至2004年，在本港台午間劇集時段重播。

## 故事藍本
- 這套電視劇的故事以香港主權移交及新馬師曾遺產爭奪戰為藍本。由於電視劇播出時爭產案還未平息，所以故事的後半部的故事發展純屬編劇個人的臆測。不過，故事的戲劇性結局，如祥嫂的女兒與“白頭佬”結婚、祥嫂被氣得昏迷入院不省人事、黃尚蕙穿喪服出席祥嫂女兒婚禮的片斷，對爭產案的各人做成極大的迴響，使他們得以反思自己的所作所為，亦間接使這件事得以平息。[來源請求]
- 劇集以經典劇集《變色龍》為藍本，劉志榮在此劇飾演的賀昇與其參演《變色龍》的角色同名。

## 演員表

### 馮家
| 演員   | 角色   | 影射人物 | 簡介 |
| 羅家寶 | 馮德昌 | 新馬師曾 | 昌哥 曉峰、曉棠、曉桐、曉榮的父親，藍碧梅丈夫。第8集病逝。 |
| 謝雪心 | 藍碧梅 | 洪金梅   | 昌嫂 曉棠、曉榮母親，曉桐之繼母，馮德昌妻子。曉桐非常憎恨她，設計了報仇計劃，派出情人何銘希引誘她紅杏出牆，在何銘希協助下贏了馮家的家產，最後為了與何銘希一起，甘願放棄馮家的家產，真相揭發後，碧梅受不住打擊遇上交通意外，變成植物人，十年後奇跡康復。 |
| 王 薇  | 馮曉桐 | 鄧小艾   | 曉峰同父異母的妹妹，曉棠、曉榮同父異母的姐姐，暗地跟何銘希相戀、報仇計劃成功後與何銘希結婚，後來喜歡上胡斌因而離婚，創東昌集團後與胡斌結婚。東昌集團殺害馮曉棠引來曉峰對其復仇念頭，為記念胡斌強行改名重點項目為「胡斌大廈」，最後被曉峰打敗。          |
| 杜汶澤 | 馮曉棠 | 鄧兆尊   | 曉峰和曉桐同父異母的弟弟，藍碧梅的大兒子。在第45集被東昌集團洗孝東派人所殺，臨死前再見昏迷的藍碧梅最後一面。 |
| 梁家偉 | 馮曉榮 |          | 藍碧梅的小兒子。後離開香港，移民加拿大。 |

### 蔡家
| 演員   | 角色   | 影射人物 | 簡介 |
| 鮑起靜 | 蔡美珍 |          | 曉峰媽媽。 |
| 尹天照 | 蔡曉峰 |          | 私生子，乃馮德昌和蔡美珍的兒子。最初喜歡彭小芹，但分手收場，後來認識何雪兒，並結婚生子。後因曉棠被殺，向曉桐展開一連串報仇計劃。 |

### 彭家
| 演員   | 角色   | 影射人物 | 簡介 |
| 譚炳文 | 彭定堅 |          | 九叔 小芹、家蔥的父親。廟街檔主 |
| 南 紅  | 鄭 嬌  |          | 彭定堅之正室 鄭俏之姊 彭家蔥之母                                                                                                   |
| 饒芷昀 | 鄭 俏  |          | 彭定堅之妾室 鄭嬌之妹 彭小芹之母                                                                                                   |
| 宗 揚  | 彭家蔥 |          | 廉政公署調查主任, 小芹的哥哥，彭定堅的兒子，菲菲男朋友，後與之結婚。胡斌好友，但後來懷疑前者走私煙，暗中調查，被東昌集團殺人滅口。 |
| 文頌嫻 | 彭小芹 |          | 彭定堅女兒，彭家蔥的妹妹，跟曉峰分手後愛上胡斌，但胡斌悔婚。後患血癌，因胡斌捐骨髓得已康復。                                       |

### 何家
| 演員   | 角色   | 影射人物             | 簡介 |
| 劉 永  | 何銘希 | 陳曜旻               | 周明珠前夫，雪兒父親，秘密與馮曉桐拍拖，受馮曉桐指使假意成為藍碧梅的情人，跟完成復仇後的馮曉桐結婚，第26集因保護馮曉桐把行賄洗孝東的罪名「攬上身」，被判入獄三年，37集出獄，39集因為馮曉桐喜歡胡斌而離婚後，一度出現精神錯亂。 |
| 呂有慧 | 周明珠 | 譚惠珠 寶詠琴 鍾璧澤 | 何銘希前妻，雪兒母親。後來為了幫助曉峰，遇上交通意外身亡。 |
| 萬綺雯 | 何雪兒 |                      | 何銘希和周明珠的女兒。美國留學生，後在大食王工作，愛上曉峰。後來與曉峰結婚，但因曉峰違背諾言，故帶著兒子離開曉峰，結局時與曉峰重遇                                                                                             |

### 胡家
| 演員   | 角色  | 影射人物 | 簡介 |
| 吳浣儀 | 阿 嫦 |          | 胡斌母親，文革期間丈夫被鬥死，攜胡斌偷渡到香港。曾阻止胡斌與小芹結婚。                                                       |
| 林韋辰 | 胡 斌 |          | 家蔥在英國的同學，家蔥介紹給小芹的對象。初與小芹相戀，後悔婚。在昌盛工作後，愛上馮曉桐，並與她結婚。後來為保護曉桐中槍而死。 |

### 賀家
| 演員   | 角色   | 影射人物 | 簡介 |
| 劉志榮 | 賀 昇  |          | 馮德昌好友，曾經是探長，後來，妻小被仇家殺害，入獄後，馮德昌保其出獄又任為玉蘭軒的主廚，亦是曉峰的師父。後跟王心茹結婚。 參見變色龍 |
| 陳潔儀 | 昇 妻  |          | （第3集） |
| 黎燕珊 | 王心茹 |          | 被阿邦騙婚至香港，逃出後，在大食王工作，後跟賀昇結婚。                                                                              |

### 其他角色
| 演員     | 角色       | 影射人物       | 簡介 |
| 斑 斑    | 藍碧玉     | 十一姨洪國華   | 十三姨 藍碧梅之妹，與其敵對，第11集因炒股失敗與夫反目，離家出走 |
| 繆非臨   | 菲 菲      |                | 家蔥女朋友，並與之結婚。 |
| 譚少英   | 黃尚慧     | 黃夏蕙         | 藍碧梅閨中好友，第22、23集穿著喪服出席馮曉桐與何銘希的婚禮，羞辱馮曉桐 |
| 郭 峰    | 藍青龍     | 八舅父洪家泉   | |
| 曾瑋明   | 何大口     |                | |
| 羅清浩   | 祥 哥      |                | 即新馬師曾 |
| 金慧英   | 祥 嫂      |                | 即洪金梅 |
| 歐陽耀麟 | 新聞報導員 |                | |
| 梁 珊    | 莉 莉      | 白韻琹         | 藍碧梅閨中好友，「飲茶飲茶時間」節目主持，因請藍青龍及黃尚慧到節目引來馮家兒女上節目對質，被電視台高層腰斬節目 (鄧家爭產事件中，白韻琹亦因為曾邀請鄧家爭產主角八舅父上電台節目討論此事，引致鄧家兒女派上電台對質，亦令白韻琹的電台節目亦因此被停播) |
| 劉 準    | 二 叔      |                | |
| 陳劍雲   | 胡 伯      |                | |
| 許秉珩   | 何志英     |                | |
| 冼灝英   | 毛阿敏     |                | 廟街脫痣檔主 |
| 董 文    | 記 者      |                | |
| 林美華   | 記 者      |                | |
| 莊欣玲   | 記 者      |                | |
| 顏晉霖   | 寶 生      |                | |
| 黎思嘉   | 黎姑娘     |                | |
| 陳存正   | 陳小姐     |                | |
| 羅 烈    | 鄭商人     |                | |
| 司馬華龍 | 邵商人     |                | |
| 甘 山    | 李商人     |                | |
| 姜皓文   | 謝哥哥     |                | |
| 黎淑賢   | 淑賢姐姐   |                | |
| 張文慈   | 劉小姐     |                | （客串第3集） |
| 劉錫賢   | 鄒先生     | 周啟邦         | |
| 吳曼麗   | 鄒夫人     | 譚月清         | |
| 林祖輝   | 郭公子     | 霍震霆         | （客串第3集） |
| 楊恭如   | 楊玲玲     | 朱玲玲         | （客串第3集） |
| 鄧浩光   | D 哥       | 鍾鎮濤         | （客串第3集） |
| 陳 煒    | D 嫂       | 章小蕙         | （客串第3集） |
| 吳小清   | 溫婉婉     |                | |
| 陳 東    | 樂師       |                | |
| 劉 準    | 樂師       |                | |
| 繆淑芬   | 姑婆珍     |                | |
| 李俊德   | 阿 奇      |                | |
| 宮雪花   | 花 姐      |                | （客串第10集） |
| 黃樹棠   | 王志祥     |                | 十三姨之夫，第11集與之反目 |
| 鄭恕峰   | 劉督察     |                | |
| 曾漢霖   | 冼挺立     |                | |
| 廖文蔚   | 竹昇仔     |                | |
| 江 毅    | 冼孝東     | 李福兆、冼祖昭 | 第23集登場，籍胡斌作中間人認識馮曉桐夫婦，亞洲證券交易所主席，曾收馮曉桐的賄賂，第26集被判入獄四年，後來與馮曉桐合組東昌集團，成為大股東之一，貪財好利，心狠手辣，後來因為派人殺死胡斌，而被馮曉桐派人殺死                                          |
| 龍貫天   | 顧醫生     |                | |
| 鄒兆麟   | 伙記華     |                | |
| 劉宗基   | ICAC張SIR  |                | 彭家蔥上司 |
| 陳正君   | ICAC調查員 |                | |
| 陳家霖   | ICAC調查員 |                | |
| 馮 國    | STEVE      |                | |
| 米 奇    | 阿森       |                | |
| 曾贊安   | 阿 邦      |                | 心茹夫 |
| 黃璦瑤   | 阿 鳳      |                | |
| 陳麗雲   | 紅 姐      |                | |
| 陳靖允   | 修 女      |                | |
| 黃美芬   | 溫柔柔     | 溫婉婉之妹     | |
| 徐二牛   | 仁 哥      |                | |
| 米 奇    | 米 奇      |                | |
| 吳 霆    | 仁手下     |                | |
| 梁錦燊   | 高 智      |                | |
| 馮 真    | 王老太     |                | |
| 曾漢霖   | 王 俊      |                | |
| 煒 烈    | 黃志強     |                | |
| 蘇 昶    | 記 者      |                | |
| 吳曼麗   | 楚 紅      |                | |
| 司馬華龍 | 鄭 伯      |                | |
| 關偉倫   | 叉 燒      |                | |
| 吳浣儀   | 阿 雲      |                | |
| 李樹佳   | 胡助理     |                | |
| 曾守明   | 湯總經理   |                | |
| 嘉 俊    | 記 者      |                | |

## 外部連結
- 97變色龍亞視官方網站(簡體字版)
- 《97變色龍》亞洲電視 （页面存档备份，存于）